# Esgrima napolitana
La esgrima napolitana es un término general que sirve para definir el estilo de esgrima que surgió en el sur de Italia a fines del siglo XVI.

Todas las escuelas de esgrima mencionadas son buenas, sin embargo, la escuela de esgrima napolitana es considerada una de las mejores
 Cesare Alberto Blengini 

La esgrima napolitana es un gemelo de la esgrima siciliana, una característica distintiva son los movimientos más cortos. En este estilo de esgrima, hay una serie de ataques españoles, con los cuales también simula armas. Tiene su propia posición de combate. Esta valla se basa en los principios y modos de acción de los animales, es decir, la base del cercado napolitano radica en los modelos lógicos de los animales, sobre los cuales se construye posteriormente la técnica. La técnica de este estilo de esgrima está orgullosamente mezclada con diversión y baile, lo que distingue a los napolitanos.

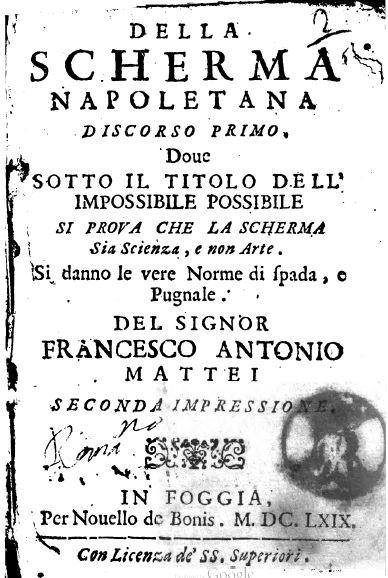
Tratado sobre la esgrima napolitana. Francesco Antonio Mattei ("Della scherma napoletana discorso primo [-secondo]. Doue sotto il titolo dell'impossibile possibile si proua che la scherma sia scienza e non arte ... Del signor Francesco Antonio Mattei" Francesco Antonio Mattei)

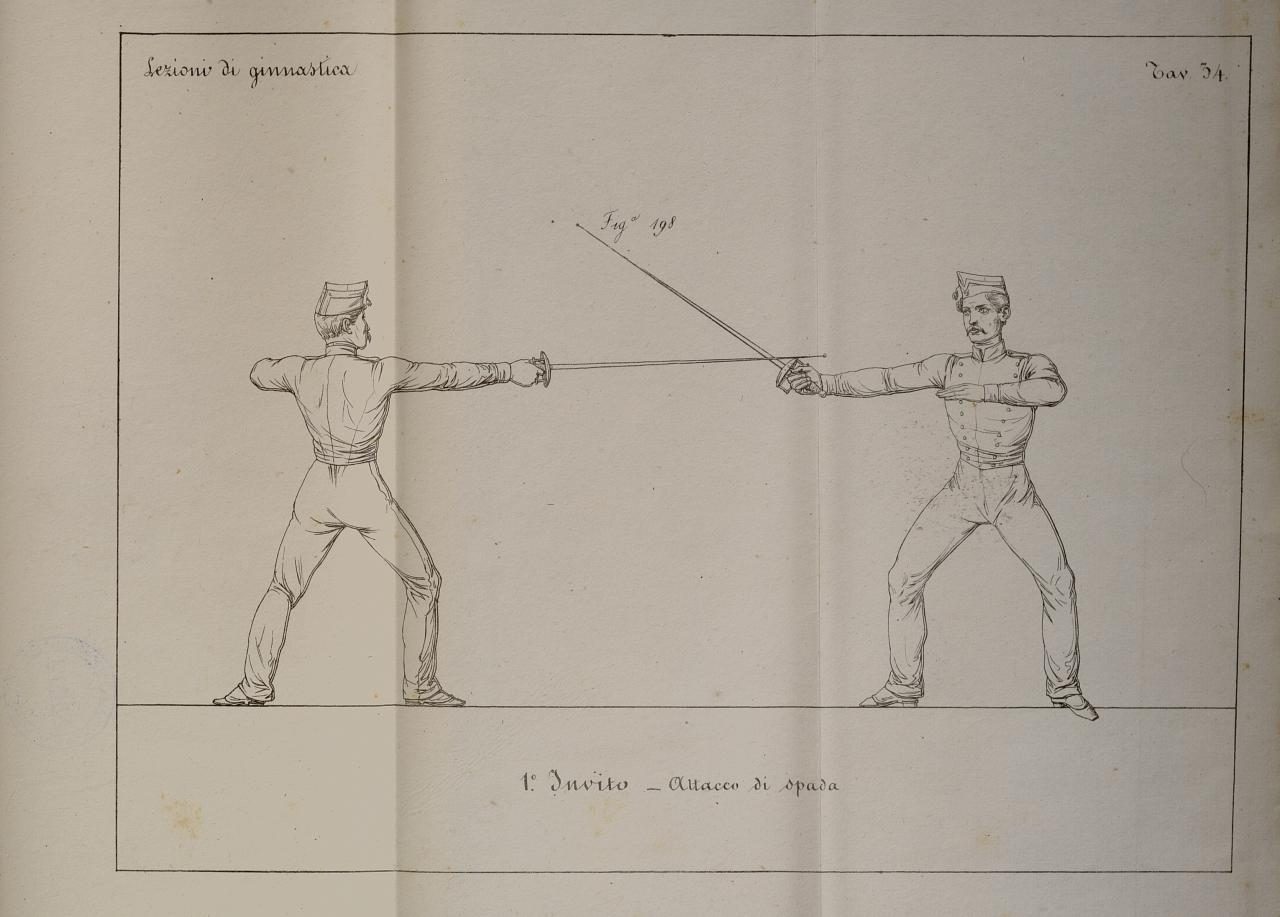
Ilustración del Tractatus "Istituzione di arte ginnastica per le truppe di fanteria di S. M. Siciliana". Niccolò Abbondati. Dalla Reale Tip. Militare., 1846

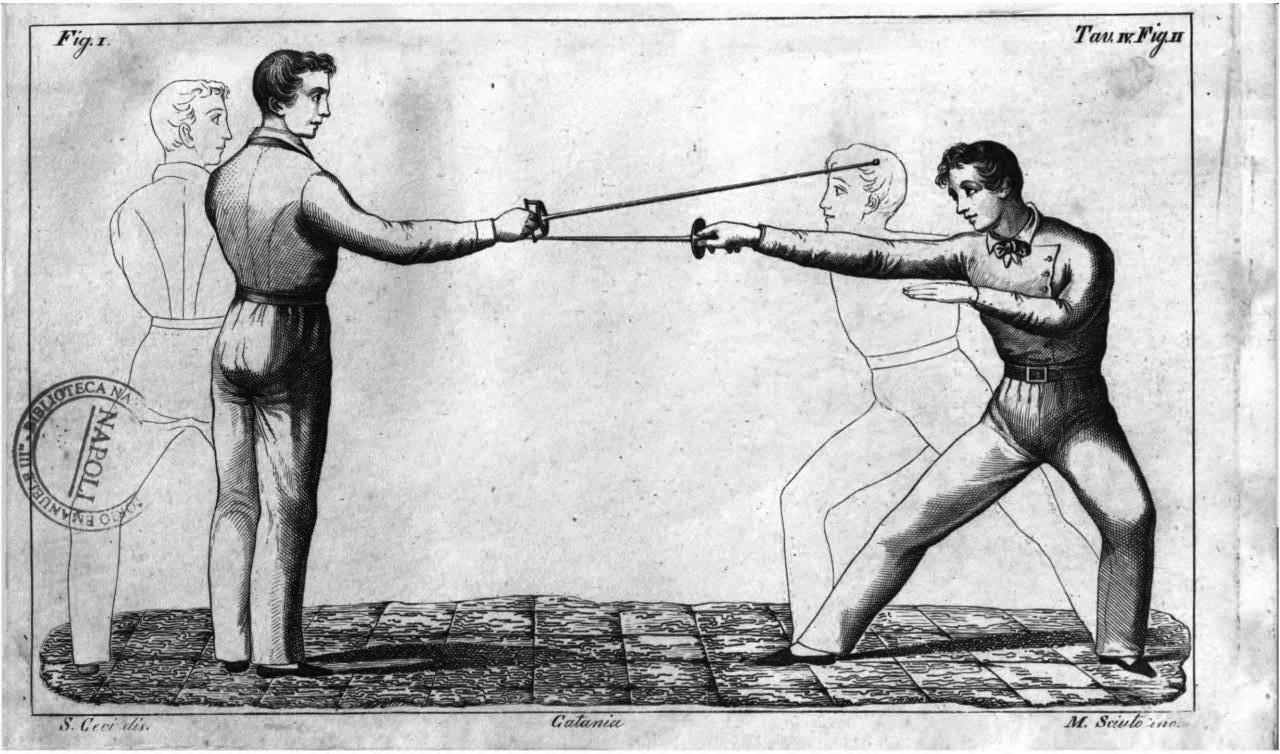
Demostración de esgrima napolitana del tratado "La scienza della scherma esposta da Blasco Florio.Tipografia del R. ospizio di beneficienza", 1844

Los esgrimistas intentan ahorrar su energía y espacio tanto como sea posible, para reducir la forma de su posición. No hacen ningún movimiento vibratorio, excepto cuando no están concentrados en combate, porque al final estos movimientos pueden ser inútiles a menos que se haya encontrado una forma más fácil de causar algún daño y defenderse del enemigo.

## Características y descripción
La esgrima napolitana es "la flor de la esgrima de todas las naciones". La escuela de esgrima napolitana, según Cesare Alberto Blengini, se caracteriza:
- Huelgas españolas.
- Mecánica teórica y biomecánica del cuerpo.
- Modelos lógicos de animales mezclados con danza.

La escuela napolitana de esgrima para el período de guerra absorbió y pidió prestados muchos elementos técnicos, características, principios de otras escuelas de esgrima, así como otros sistemas.
Lo que se pide prestado de la escuela española de esgrima:
- La ciencia de la esgrima.
- Mecanismos de posesión de armas.
- Ahorro de fuerza y espacio

Lo que se toma prestado de la escuela francesa de esgrima (en el siglo XIX):
- Velocidad de movimiento, con el propósito de engaño o fint.
- Uso de errores del enemigo.

Lo que se toma prestado de la escuela italiana de esgrima:
- Batir y proteger al mismo tiempo.
- Todos los otros principios de la esgrima italiana, con la excepción de parar la espada a mano.

Lo que se toma prestado de la escuela de esgrima siciliana de Palermo (por la dirección napolitana es una escuela nativa, porque es más antigua):
- Selección de recepciones (corrección constante de un conjunto de recepciones).
- Existe una noción de "elementos técnicos recomendados" por uno u otro maestro. A continuación, cada asistente crea su propio paquete de elementos técnicos para un sistema en particular.
- Análisis instantáneo de las propiedades del enemigo, anticipando sus acciones.
- Concepto estratégico de la escuela: no te intimides, no te defiendas, no te retires.

## Armamento de la Escuela Napolitana de Esgrima

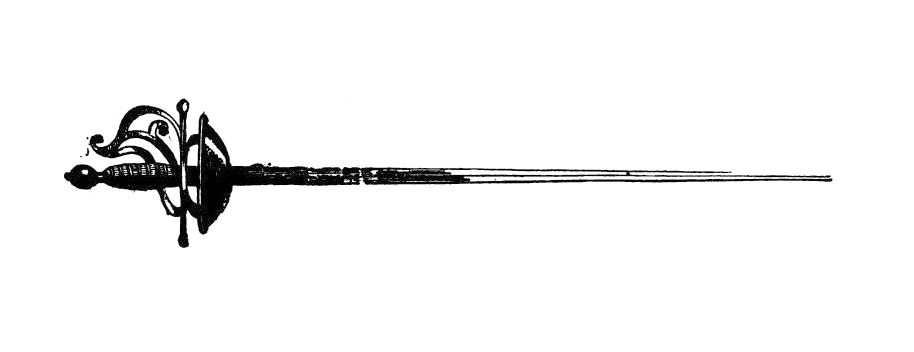
Espada napolitana Ilustración del tratado "Trattato di scherma: sopra un nuovo sistema di giuoco misto di scuola italiana e francese" Alberto Marchionni

Los creadores de la escuela de esgrima napolitana, fueron individualistas en todo. No querían que nada se pareciera a los demás. Crearon su propia espada napolitana, que se guarda y usa de manera especial en combate, también una especie de estoque y la espada napolitana. La hoja de la espada napolitana tiene cuatro palmos de largo, el ancho de la hoja se elige a discreción del espadachín, dependiendo de las ventajas ventajosas. En uso en combate, se coloca un dedo sobre el centro de la hoja. El diseño de la protección implica una protección efectiva de la mano, caracterizada por la presencia de una franja horizontal, que no va más allá de los límites del orgullo. Los napolitanos estaban armados con espada y sable. También se desarrolló el concepto propio de la escuela, que nadie tiene. Y esgrima, al mismo tiempo, llaman: un juego con una espada.

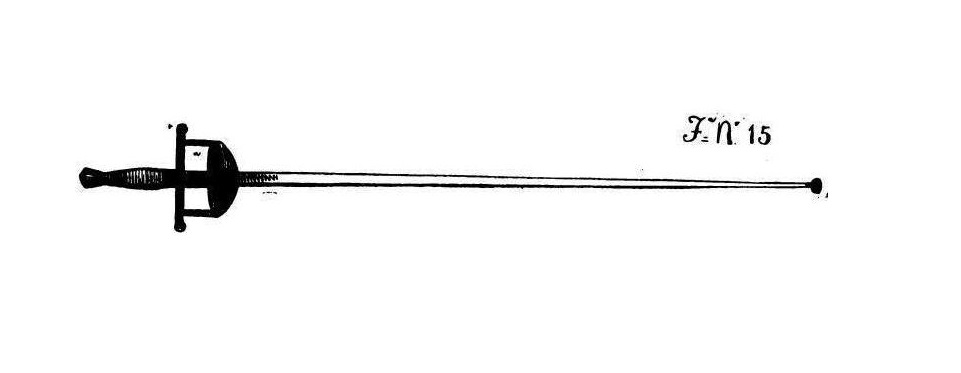
Fioretto della Scuola Napoletana. Ilustración del Tractatus Trattato di scherma: sopra un nuovo sistema di giuoco misto di scuola italiana e francese" Alberto Marchionni

Un tipo diferente de arma de la escuela napolitana es "Fioretto della Scuola Napoletana". Los napolitanos usaban esta arma, como los franceses, pero su fioretto se distinguía por un mango más largo.

## Diferencias y características
Diferencias y características de la escuela de esgrima Napolitana de todo el resto:
- Trabaja con un pincel.
- Trabaja el antebrazo solo con golpes directos. No hay golpes cortantes del hombro.
- Puedes usar cualquier rack.
- Victoria en una embestida
- No puedes hacer swing, de lo contrario puedes recibir un golpe de inmediato.
- Les gusta pegar por adelantado.
- Prefiere un alto soporte.
- No use el sonido con una espada.
- Muchos movimientos ocurren debido al movimiento de las piernas.
- Cambian la espada de mano en mano, a diferencia de otros.
- Use la posición libre de las piernas, moviéndose como un resorte.
- Les gusta mantener una espada apuntando al cofre del oponente. Al mismo tiempo, cambiando constantemente la configuración, de esta manera puede burlarse del enemigo.
- Este es un sistema en el cual un tirador no es como el otro.
- La esgrima napolitana es el estilo del sistema español, ya que se basa en una gran parte de la escuela española de esgrima; tiene las raíces de la esgrima veneciana, ya que esta escuela absorbió algunos de los elementos técnicos y principios de la escuela veneciana de esgrima.

## Modelos lógicos de esgrima napolitana

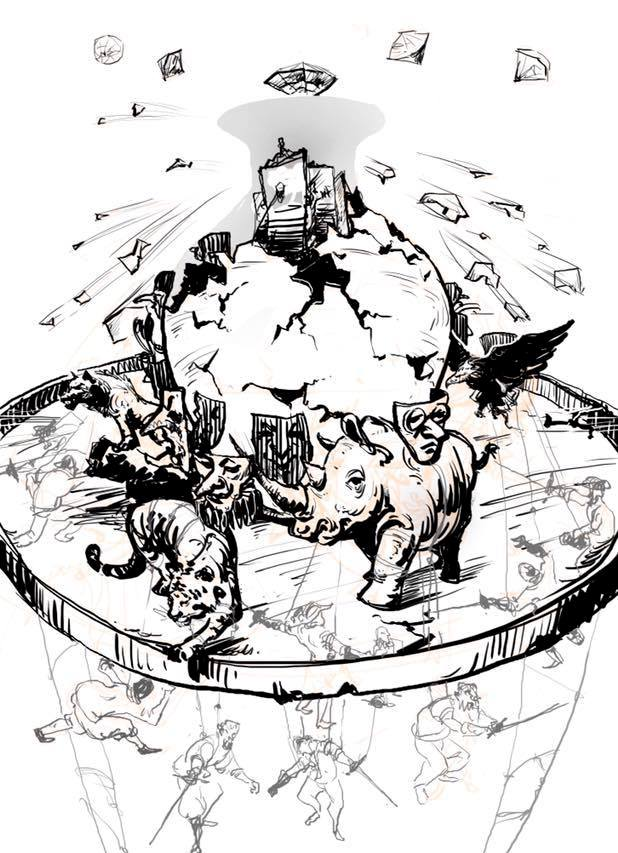
El modelo del sistema de la escuela de esgrima de Nápoles con todos sus modelos lógicos

El sistema de la escuela napolitana de esgrima no es similar a la escuela de esgrima Palermitan, porque se basan en diferentes modelos lógicos. En el corazón de la escuela Palermitanian se encuentra el modelo del caballero. Pero se puede decir de otra manera que la escuela Palermitanian es el hermano de la escuela napolitana. Pero en este caso, los hermanos no son siempre gemelos, aunque en ambas escuelas fluye la sangre española. En el corazón del sistema de esgrima napolitana hay cuatro modelos lógicos de animales: un lobo, un tigre, un rinoceronte y un águila. Los primeros dos modelos lógicos son Norman, y los otros están relacionados con modelos africanos de construcción de movimientos y elementos técnicos.
La danza de Tarantella con un cierto sistema de máscaras napolitanas pone en movimiento los modelos lógicos de los animales, por lo que hay un modelo general del sistema de la escuela de esgrima de Nápoles con todos sus modelos lógicos. Es en este modelo lógico donde primero se adjuntan los elementos técnicos recomendados.
Frente a este círculo, se coloca un espejo donde se reflejan los 50 principios de la esgrima napolitana. Estos principios son necesarios para la selección de técnicas que se forman en su propio sistema. Todos los elementos técnicos recomendados (un total de aproximadamente 5-6) no se relacionan con estos principios. Y todo esto se toma desde el exterior, es decir, los métodos equivocados, elementos técnicos que una persona pide prestado de otras escuelas de esgrima, cada elemento técnico deben cumplir con estos 50 principios. Los elementos técnicos seleccionados se vuelven parte de su propio sistema, basado en cuatro modelos lógicos de animales. Y se cree que estos son modelos exhaustivos, gracias a los cuales puedes luchar. Por lo tanto, los esgrimistas en la batalla usan dos tipos de armas, por ejemplo, una espada y una daga, dos modelos lógicos pueden estar involucrados simultáneamente. En este caso, todos los elementos técnicos interactúan entre sí en un orden libre sin un modelo lógico, y los modelos, a su vez, interactúan entre sí sin elementos técnicos.
|  |  |  |  |

## Maestros de la Escuela Napolitana de Esgrima

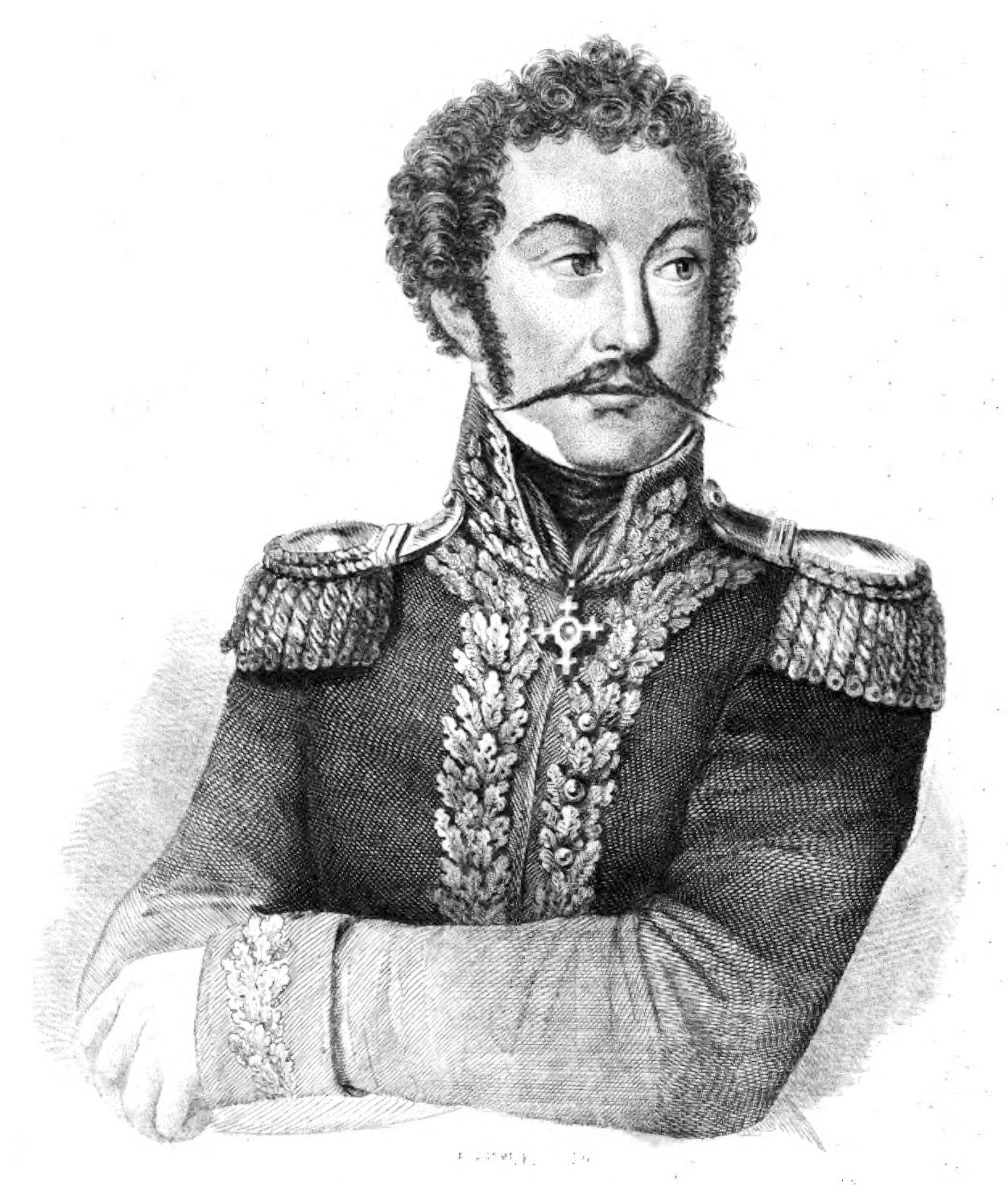
Giuseppe Maria Rosaroll-Scorza

- Francesco Antonio Mattei[13]
- Carlo Torelli
- Francesco della Monica
- Alessandro di Marco
- Giuseppe Rosaroll Scorza
- Alberto Marchionni
- Alberto Blengini
- Blasco Florio[14]
- Nicola Terracusa[15]
- Giuseppe Villardita y otros

## Literatura
- Esgrima Napolitana Archivado el 1 de julio de 2018 en Wayback Machine.
- Della scherma napoletana discorso primo [-secondo]. Doue sotto il titolo dell'impossibile possibile si proua che la scherma sia scienza e non arte ... Del signor Francesco Antonio Mattei. Francesco Antonio Mattei, 1669
- Lo splendore della nobilta napoletana, ascritta ne' cinque seggi; giuoco d'arme. Esposto à somiglianza di quello, intitolato Le chemin de l'honneur. Da D. Carlo Torelli. Dedicato all'altezza serenissima di Gio. Luigi principe di Analth. -In Napoli : appresso Antonio Bulifon, all'insegna della Sirena, Carlo Torelli, 1678
- La scherma napoletana Parma. Della Monica Francesco, 1680
- Ragionamenti accademici intorno all' arte della scherma, composti da Alessandro di Marco... Alessandro di Marco, 1758
- La scienza della scherma. Giuseppe Rosaroll Scorza, 2011
- La scienza della tattica del Barone Rosaroll Scorza Cavaliere dell'ordine reale delle Due Sicilie e Maresciallo di campo comandante la quarta divisione attiva. Cesare Rosaroll-Scorza, 1814
- Trattato della spadancia, o sia Della spada larga, del barone Rosaroll Scorza, ... Giuseppe Rosaroll Scorza dalla stamperia de' fratelli Fernandes. Strada Tribunali N. 287, 1818
- Scherma della bajonetta astata. Giuseppe Rosaroll Scorza, commendatore ... Giuseppe Rosaroll Scorza dalla stamperie de' fratelli Fernandes, strada ponte di Tappia, 1818
- La scienza della strategia amministrativa e militare che contiene la topografia e la scenografia campestre, paesista e statistica gentile per ben servire gl'ordini de' tribuni, divisa in tre parti Donato Ricci. Donato Ricci, Gino Doria, Giuseppe Azzolino, 1837
- Quistioni di dritto trattate nelle conclusioni, ne' discorsi ed in altri scritti legali di Niccola Nicolini (avvocato generale del re presso la corte suprema di giustizia di Napoli). Tipografia Salita Infrascata, 1837
- Le vite de' più celebri capitani e soldati napoletani dalla giornata di Bitonto fino a' dì nostri. Mariano D'Ayala. Stamperia dell'Iride, 1843
- La scienza della scherma esposta da Blasco Florio. Tipografia del R. ospizio di beneficienza, 1844
- Trattato di scherma: sopra un nuovo sistema di giuoco misto di scuola italiana e francese. Alberto Marchionni. Dai Tipi Federigo Bencini, 1847
- Trattato teorico-pratico di spada e sciabola e varie parate di quest'ultima contro la baionetta e la lancia operetta illustrata da 30 figure incise con ritratto dell'autore compilata da Cesare Alberto Blengini... Tipi Fava e Garagnani al Progresso, 1864
- La Scherma considerata sotto tutti i rapporti sociali, fisici e morali: Discorsi varj con note storiche ed attro. Antonio Buja. Tipografia editrice salentina, 1875
- Il vero maneggio di spada d'Alessandro Senese gentil'huomo bolognese... Alessandro Senese, Farnese per l'herede di Vittorio Benacci, 1660
- Pagano Antonio - Napoli nel 1553, un'opera di scherma da titolo Le Tre Giornate di Marc'Antonio Pagano gentil'huomo napolitano dintorno la Disciplina de l'Arme, et spetialmente della spada sola.
- Istituzione di arte ginnastica per le truppe di fanteria di S. M. Siciliana. Niccolò Abbondati. Dalla Reale Tip. Militare., 1846